# Vilma Martínez
Vilma Socorro Martínez (nacida el 17 de octubre de 1943 en San Antonio, Texas) es una abogada, activista por los derechos humanos y exembajadora de los Estados Unidos en Argentina.

## Biografía
Elegida por Barack Obama para reemplazar a Earl Anthony Wayne, quien fue asignado a un puesto humanitario en Afganistán, como embajadora de Estados Unidos en Argentina. Fue confirmada por el Comité de relaciones exteriores del Senado de los Estados Unidos el 24 de julio de 2009, y presentó sus credenciales al entonces canciller Jorge Taiana el 18 de septiembre de ese mismo año, siendo así la primera mujer en representar a Estados Unidos en Argentina.
Finalizó sus funciones como Embajadora en Argentina, el 4 de julio de 2013, dejando como representante interino a cargo de la misión a Kevin K. Sullivan, exdirector de políticas económicas para el hemisferio occidental del Departamento de Estado de los Estados Unidos. Ella predijo que el próximo embajador de Estados Unidos en la Argentina sería un empresario casi un año y medio antes de que fuera aceptado por el senado Noah Mamet como embajador.

## Condecoraciones
Vilma Martínez fue distinguida por la República Argentina mediante el Decreto 1183/2013 del poder Ejecutivo Nacional con la condecoración de la Orden de Mayo en el grado de Gran Cruz.